# Edin Cocalić
Edin Cocalić est un footballeur international bosnien, né le 5 décembre 1987 à Višegrad en Yougoslavie. Il évolue au poste de défenseur central à l'Altay SK.

## Biographie

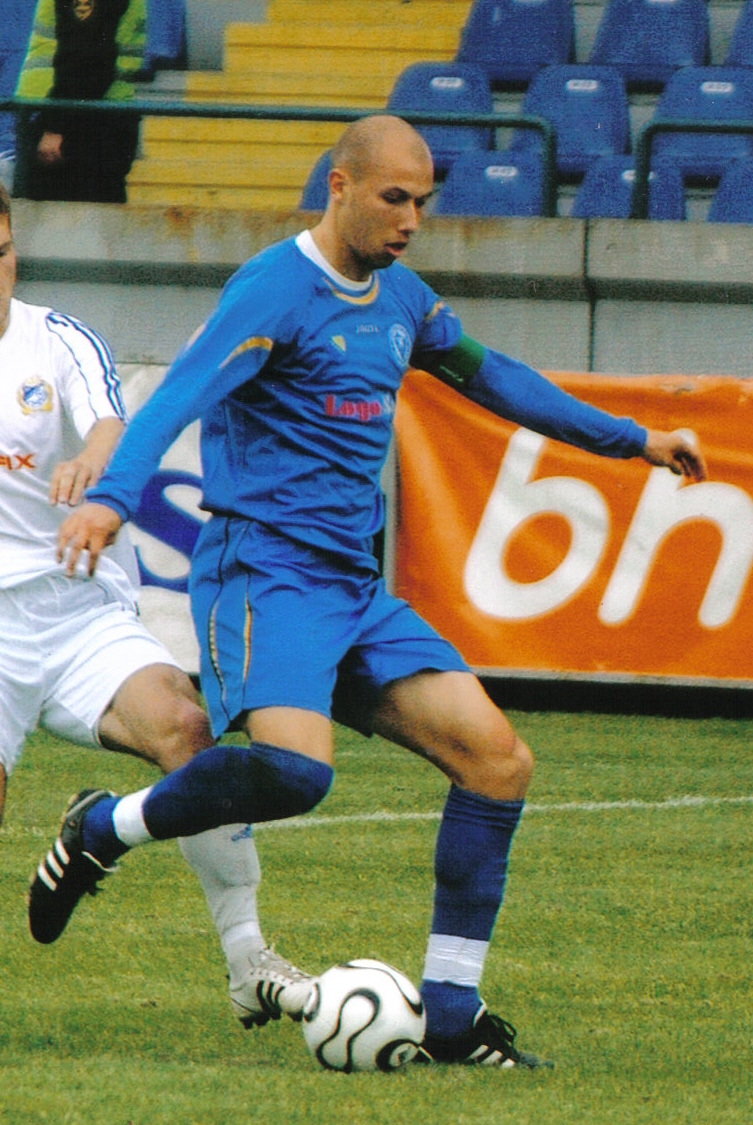
Cocalić avec Paniónios

Edin Cocalić joue 11 matchs en Ligue Europa avec le club du Maccabi Haïfa lors de la saison 2013-2014.

## Palmarès
- Željezničar Sarajevo
  - Champion de Bosnie-Herzégovine en 2010

- Maccabi Haïfa
  - Finaliste de la Coupe d'Israël en 2012 (en)
  - Finaliste de la Coupe de la Ligue israélienne Al en 2014 (en)

- KV Malines
  - Vainqueur de la Coupe de Belgique en 2019